# Charles Reidpath
Charles Decker Reidpath (Buffalo, 20 de setembro de 1889 – Kenmore, 21 de outubro de 1975) foi um velocista norte-americano, bicampeão olímpico em Estocolmo 1912.
Cursando engenharia civil na Universidade de Syracuse, ele tornou-se um astro nas pistas dos torneios universitários, vendendo em 1912 as 220 e as 440 jardas do campeonato intercolegial.  Assim que formou-se, a família o pressionou a deixar o atletismo e assumir uma posição nos negócios familiares em Buffalo. Ao invés disso, ele disputou as seletivas americanas e ganhou um lugar na equipe olímpica aos Jogos de Estocolmo, na Suécia.
Em Estocolmo, ele disputou e venceu os 400 m rasos, com um novo recorde olímpico de 48s2 e  sagrou-se bicampeão correndo a última perna integrando o revezamento americano de 4x400 m, que nesta prova quebrou o recorde mundial com uma nova marca de 3m16s6. Disputou ainda os 200 m ficando em quinto lugar.
Depois do atletismo Reidpath fez carreira no exército norte-americano, e como tenente-coronel participou da II Guerra Mundial servindo na Inglaterra e na França, lutando no norte da França e na Renânia. Na Bélgica recebeu a Order of the Crown por sua atuação na luta pelo porto de Antuérpia em 1944 e 1945. Aposentou-se da carreira militar em 1948 quando servia na Guarda Nacional dos Estados Unidos, em Nova York, com o posto de brigadeiro-general.